# Silvåkra
Silvåkra is een plaats in de gemeente Lund, in de Zweedse provincie Skåne län en het landschap Skåne. De plaats heeft 51 inwoners (2000) en een oppervlakte van 10 hectare.